# فاضل احمد
فاضل احمد (عربی: فاضل أحمد؛ زادهٔ ۳ ژانویهٔ ۱۹۸۵) بازیکن فوتبال اهل امارات متحده عربی است.
از باشگاه‌هایی که در آن بازی کرده‌است می‌توان به باشگاه فوتبال الوصل امارات و باشگاه فوتبال العین اشاره کرد.